# Метро 2035 (роман, 2015)
«Метро 2035» (рос. Метро 2035) — російський постапокаліптичний роман Дмитра Глуховського, що продовжує серію книг «Метро 2033» і «Метро 2034». Старт продажів та презентація книги відбулися 12 червня 2015 року о 20:00 в книжному магазині «Москва».

## Сюжет
Дія роману продовжує сюжет «Метро 2033». В результаті ядерної війни велика частина людства знищена. Через рік після бомбардування гнізда «чорних» Артему доводиться запобігти громадянській війні між станціями Московського метрополітену.
За словами Дмитра Глуховського, в романі, крім усього іншого, описується сучасна російська політична реальність.

## Історія
Відразу після виходу «Метро 2034» у 2009 році Дмитру Глуховському неодноразово ставили запитання про продовження дилогії, на які письменник відповідав, що у нього є ідеї для кількох інших книг, і найближчим часом займатися «Метро 2035» він не збирається. Два роки потому, у травні 2011 року, відповідаючи на запитання інтернет-користувачів, Глуховський не виключив можливості написання подібного роману, але зазначив, що в найближчі два роки очікувати «Метро 2035» не слід у зв'язку з відсутністю «оригінальної потужної ідеї», необхідної для об'єднання героїв двох попередніх книг. Тоді ж він заявив, що гра Metro: Last Light продовжить історію Артема, головного героя «Метро 2033».
Згодом в інтерв'ю для виставки PAX East 2013 Глуховський особисто розкрив деталі написання книги. Він настільки захопився розробкою сюжету для Metro: Last Light, що створений матеріал не міг вміститися в рамки комп'ютерної гри, в результаті чого автор вирішив написати книгу з таким же сюжетом.
Перша згадка про швидке видання «Метро 2035» з'явилася в пресрелізі компанії Deep Silver про «Metro: Last Light», вперше опублікованому в інтернет-блозі про відеоігри Joystiq 1 березня 2013 року. Повідомлялося про вихід книги у 2013 році та про її поширення в Росії та інших країнах. На закритій московській презентації 22 квітня Дмитро Глуховський повідомив журналістам, що збирається випустити книгу восени.
Після виходу гри 17 травня 2013 року в деяких локаціях знайдені плакати в стилі Keep Calm and Carry On з написом: «Приготуйтеся до книги, яка підірве весь світ. У продажу в грудні 2013». На станції «Театральна» також виявлені книги з написами «Метро 2033», «Метро 2034» і «Метро 2035» на обкладинках. Наприкінці титрів гри згадується, що вона створена за мотивами романів Дмитра Глуховського «Метро 2033» і «Метро 2035».
В січня 2014 року з'явилися відомості, що роман вийде в друк ближче до грудня, але перші глави з'являться раніше на сайті роману, як це не раз було з попередніми творами Глуховського.
У травні 2014 року в офіційній групі книги МЕТРО 2035 зазначено, що сюжет «Метро 2035» не буде перетинатися з сюжетом гри «Metro: Last Light». Це буде незалежний сюжет, дія якого розгортатиметься після подій гри. Дмитро Глуховський на своїй сторінці ВКонтакте офіційно заявив, що головним героєм «Метро 2035» залишиться Артем.